# Грейпфрут

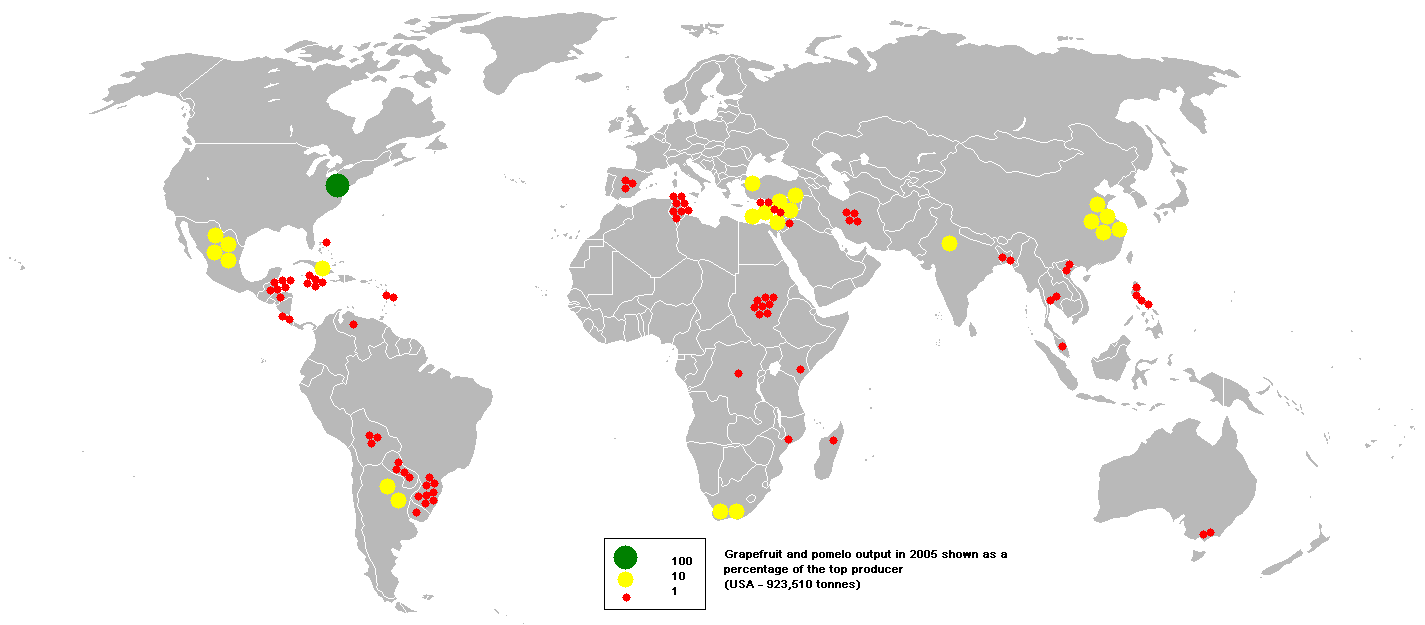
Карта, де росте грейпфрут та памело (2005)

Грейпфру́т, або ґрейпфру́т (Citrus paradisi) — субтропічне вічнозелене дерево роду цитрус родини рутових (Rutaceae), а також його плід, досягає 30–40 см.
«Заборонений плід Барбадосу» — саме так називали грейпфрут в минулі часи. Грейпфрут вважають продуктом природної гібридизації помело та апельсина, який теж, своєю чергою, є давнішою гібридною культурою між помело та мандарином.

## Походження назви
Назва «грейпфрут» перекладається з англійської мови як «виноградний плід». Проте, невірна форма, точнісінько скопійована з англійською мови, вельми міцно вкорінилася (fruit — фрукт). Своєю назвою грейпфрут зобов'язаний особливості росту плодів, які часто на гілках збираються в грона, що формою нагадують гігантські супліддя винограду. Латинська назва грейпфрута ще цікавіша: citrus paradisi або «райський цитрус». Сьогодні існує близько 20 сортів грейпфрута, які за кольором м'якоті діляться на 3 основні групи: білі, рожеві і червоні.

## Вміст речовин і їх користь
Як і всі цитрусові, грейпфрут багатий вітаміном С, і 100 г м'якоті містять вже 50 % добової потреби у вітаміні. Як і всі жовто-оранжеві фрукти, грейпфрут містить речовини, що запобігають появі ракових клітин, — каротиноїди, зокрема бета-каротин. Біла м'якоть фрукта містить пектин і біофлавоноїд, які є сильними антиоксидантами.
Грейпфрут містить особливу речовину інозитол, яке перешкоджає накопиченню жирів і сприяє виведенню токсинів з печінки. У грейпфруті міститься особлива речовина нарингін (саме вона відповідає за гіркуватий присмак), який перешкоджає засвоєнню жирів, прискорює обмін речовин, покращує роботу кишки і стимулює процес травлення, що в результаті призводить до схуднення.
Крім того, грейпфрут має низький глікемічний індекс, що дозволяє природним чином знизити рівень цукру в крові.
Хворим на діабет ця властивість допомагає скоротити потребу в інсуліні. У червоних грейпфрутах міститься додатковий антиоксидант лікопен, тому вони особливо корисні людям, що страждають на серцево-судинні захворювання, оскільки допомагають нормалізувати рівень холестерину. Для цього досить випивати одну склянку грейпфрутового соку на день. Грейпфрут рекомендується включити до раціону, оскільки він піднімає загальний тонус, знімає втому та збуджує апетит. Щоденне вживання грейпфрута знижує кривавлення ясен.

## Взаємодії з ліками
Деякі речовини, що містяться у грейпфруті (зокрема нарингенін та бергамотин) мають властивість дуже суттєво знижувати активність ферментів цитохрому P450 (особливо значно — CYP3A4, меншою мірою — CYP1A2) у кишечнику та печінці. Фермент CYP3A4 бере участь у метаболізмі багатьох ксенобіотиків, до яких належать і медикаменти. В умовах пригнічення (інгібування) ферменту цитохрому P450 CYP3A4 біодоступність багатьох ліків (шляхи метаболізму яких лежать саме через CYP3A4) значно зростає, відповідно зростають концентрація препарату в крові, тривалість та сила його дії. Така ситуація небезпечна, оскільки звичайні терапевтичні дози ліків стають токсичними. Наприклад, концентрація фелодипіну може зростати у 2-2,5 рази, терфенадину — у 7-10(!) разів. Значне сповільнення метаболізму та підвищення ризику медикаментозної інтоксикації спостерігається при взаємодії грейпфруту з багатьма ліками, наприклад: алпразолам, астемізол, аторвастатин, верапаміл, дилтіазем, еритроміцин, індинавір, кларитроміцин, ловастатин, лосартан, мідазолам, нелфінавір, ніфедипін, ритонавір, саквінавір, силденафіл, такролімус, терфенадин, триазолам, фелодипін, цизаприд, циклоспорин та інші.
Пригнічення активності ферментів цитохрому P450 відбувається протягом 24-48 годин після вживання 250 мл грейпфрутового соку, а регулярне його вживання — до довготривалого зниження їх активності. Регулярне вживання грейпфрутового соку та/або грейпфрутів разом з деякими ліками (наприклад, терфенадин, цизаприд) може спричинити життєво небезпечні серцеві аритмії.

## Пов'язані цитрусові
Грейпфрут є результатом перехрестя памело, гібриду памело і солодкого апельсина, який, в свою чергу, є гібридом памело × мандарина.
Грейпфрут є предком багатьох гібридів:
- Танжело — це будь-який гібрид мандарина з памело або грейпфрутом.
  - 'Мінеола': грейпфрут 'Дункан' × мандарин 'Дансі'[6]
  - Орландо (раніше — Тейк): грейпфрут Боуен × мандарин 'Дансі' (пилковий батько)[6]
    - 'Феєчайлд' — це гібрид клементини з 'Орландо'

- Семінол': грейпфрут 'Боуен' × мандарин 'Дансі'[6]

- 'Торнтон': мандарин × грейпфрут, неуточнений[6]
- 'Аглі' (Углі) — це гібрид мандарина з грейпфрутом, ймовірно (дикорослий зародок)[6]
- 'Нова' — це гібрид другого покоління: клементина × танжело 'Орландо'[6]

- Грейпфрут 'Оробланко' і 'Мелоголд' є гібридами між памело (C. maxima) і грейпфрутом.
- Грейпфрут 'Тріумф' вважається гібридом між грейпфрутом і апельсином, мандарином або памело.

Пов'язані цитрусові фрукти включають:
- Звичайний солодкий апельсин: гібрид помело × мандарин.
- Гіркий апельсин: інший гібрид помело × мандарин.
- Мандело: гібрид помело × мандарин.
- Хюганацу також може бути гібридом помело.
- Заборонений фрукт: гібрид помело × апельсин, що знайдений на Святій Люсії, близький за родовими зв'язками і історично сплутується з грейпфрутом.

## Цікаві факти
- У 1970-і роки з'явилася грейпфрутова дієта, яка допомагала скинути зайві кілограми, всього лише додавши в щоденний раціон три склянки грейпфрутового соку.